# XV Giochi olimpici invernali
I XV Giochi olimpici invernali (in inglese XV Olympic Winter Games, in francese XVes Jeux olympiques d'hiver), noti anche come Calgary '88, si svolsero a Calgary nella provincia canadese dell'Alberta dal 13 al 28 febbraio 1988.
Essi furono i primi giochi olimpici invernali a essere disputati per più di due settimane, occupando sedici giorni e tre fine settimana. Ai Giochi prese parte un numero record di partecipanti, complessivamente 1423, provenienti da 57 Paesi differenti. I Giochi rappresentarono una svolta sia per la città di Calgary sia per la crescita degli sport invernali in Canada, grazie agli investimenti lungimiranti fatti nella costruzione degli impianti sportivi. Le gare ebbero un forte seguito popolare, nonostante la delegazione canadese non vinse medaglie d'oro e nonostante alcuni problemi di natura meteorologica, legati all'imprevedibile vento caldo di chinook.
Tra i protagonisti dei giochi olimpici vi furono Alberto Tomba, vincitore di due medaglie d'oro nello sci alpino, e Katarina Witt, che emerse nelle gare del pattinaggio di figura, vincendo una medaglia d'oro. Tra gli atleti plurimedagliati, la pattinatrice dei Paesi Bassi Yvonne van Gennip e il saltatore con gli sci finlandese Matti Nykänen conquistarono tre medaglie d'oro ciascuno. Il medagliere fu dominato dall'Unione Sovietica e dalla Germania Est con 29 e 25 medaglie vinte, rispettivamente. I Giochi sono anche ricordati per la popolarità e l'ammirazione che suscitarono sul pubblico canadese e mondiale le prestazioni del saltatore con gli sci britannico Eddie Edwards e dei bobbisti giamaicani, le storie dei quali ispirarono due film.

## Assegnazione
Per la selezione della città organizzatrice dei XV Giochi olimpici invernali il Comitato Olimpico Canadese ripropose una propria candidatura, dopo aver perso l'assegnazione in sette precedenti tentativi, dei quali uno con Montréal, due con Vancouver e tre con Calgary. Il Calgary Olympic Development Association (CODA) era stato costituito nel 1957 e, sotto la direzione di Gordon Pogue, si era attivato per la candidatura ai Giochi olimpici del 1964 con la maggior parte delle gare previste presso Banff, ma perdendo dalla città austriaca di Innsbruck. Sotto la guida di Ed Davis, il CODA ripropose la candidatura di Calgary per i Giochi del 1968, perdendo per tre soli voti l'assegnazione dei Giochi, che andò alla francese Grenoble. Un terzo tentativo, andato nuovamente perso, venne fatto con la candidatura per i Giochi del 1972. Dopo un periodo di inattività, il CODA venne riattivato nel 1979 con l'obiettivo di preparare una candidatura per i Giochi del 1988, dopo che Calgary prevalse su Vancouver nella selezione fatta dal comitato olimpico canadese.
La selezione della città organizzatrice si tenne il 30 settembre 1981 a Baden-Baden, in Germania Ovest, nel corso dell'84ª sessione del CIO, nonché 11º congresso olimpico. Oltre a Calgary, erano state presentate anche le candidature della città svedese di Falun e della città italiana di Cortina d'Ampezzo. Dopo il primo voto venne eliminata Cortina d'Ampezzo, mentre nel secondo voto Calgary prevalse su Falun per 48 voti a 31, venendo così scelta come città organizzatrice del Giochi del 1988. Furono questi i primi Giochi olimpici invernali assegnati al Canada, i secondi in assoluto dopo i Giochi estivi di Montréal 1976.
| Calgary           | Canada | 35 | 48 |
| Falun             | Svezia | 25 | 31 |
| Cortina d'Ampezzo | Italia | 18 | —  |

## Sviluppo e preparazione

### Organizzazione
Il comitato organizzatore dei Giochi olimpici venne costituito nell'aprile 1982. OCO'88 venne scelto come acronimo rappresentativo del comitato organizzatore, includendo sia l'inglese sia il francese – Olympiques Calgary Olympics '88 – evidenziando il bilinguismo del Canada. Già nel mese di marzo 1982 David Leighton venne nominato presidente del comitato organizzatore, ma rassegnò le proprie dimissioni nel gennaio 1983 per ragioni legate a differenze nella gestione. A seguito di ciò, l'OCO'88 si riorganizzò, dando maggior enfasi al coinvolgimento di volontari e nominando Bill Pratt nel maggio successivo come nuovo presidente del comitato. Nel corso del 1983 vennero incaricati circa 300 volontari per servire in circa 45 tra consigli e comitati, più altri 1 100 volontari vennero arruolati per successivi incarichi.

#### Finanziamenti
Da un punto di vista finanziario, il principale obiettivo del comitato organizzatore era quello di non ripetere l'esperienza dei Giochi di Montréal 1976, che avevano generato un deficit di circa un miliardo di dollari canadesi. L'OCO'88, in previsione dei Giochi, aveva in programma di generare un profitto di circa 32 milioni di dollari canadesi. La stima delle spese finanziate sia dell'OCO'88 sia dagli enti governativi per la costruzione delle sedi di gara e per l'organizzazione degli eventi era di 766 milioni di dollari canadesi. Il governo canadese contribuì con 200 milioni di dollari tramite la vendita di monete e francobolli dedicati all'evento e tramite una lotteria nazionale, costruendo il Parco olimpico e l'Olympic Oval e contribuendo ai costi di costruzione dell'Olympic Saddledome. La provincia dell'Alberta contribuì con 130 milioni di dollari, provenienti da un fondo fiduciario, costruendo gli impianti sciistici Nakiska e il Canmore Nordic Centre Provincial Park. La città di Calgary contribuì con 43 milioni di dollari, contribuendo alla costruzione dell'Olympic Saddledome e di varie strutture in città, incluso il miglioramento del trasporto pubblico. Infine, le spese sostenute dal comitato organizzatore ammontavano a circa 527 milioni di dollari, con ricavi stimati sui 559 milioni di dollari, provenienti prevalentemente dalla vendita dei diritti televisivi alla ABC per un prezzo record di 309 milioni di dollari. Negli anni i costi di costruzione delle sedi di gara crebbero rispetto al previsto, ma nella relazione conclusiva a valle dei Giochi, l'OCO'88 stimò in 1,4 miliardi di dollari i profitti economici derivanti dai Giochi e dalle infrastrutture realizzate.

### Sedi di gara

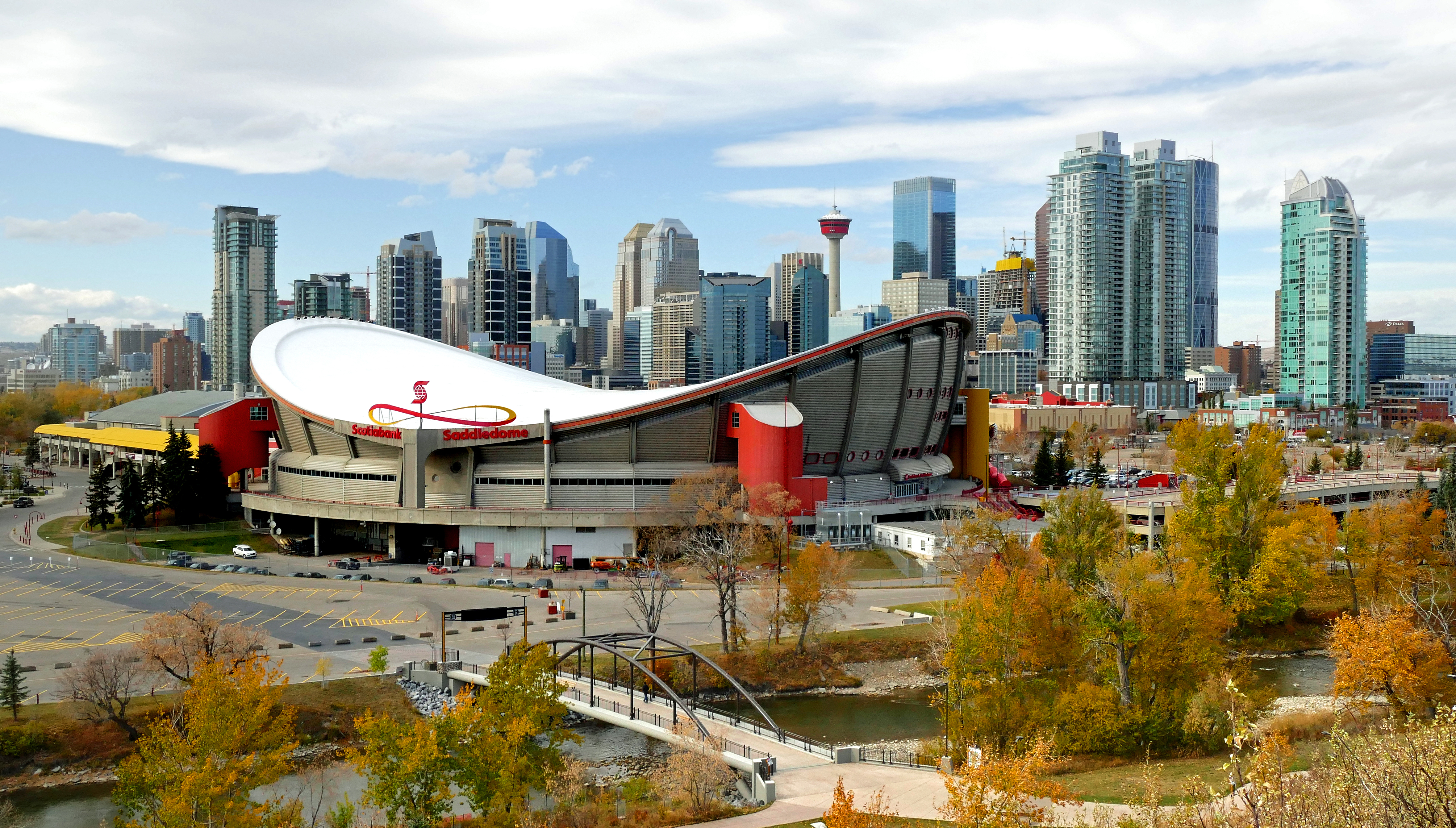
Olympic Saddledome a Calgary.

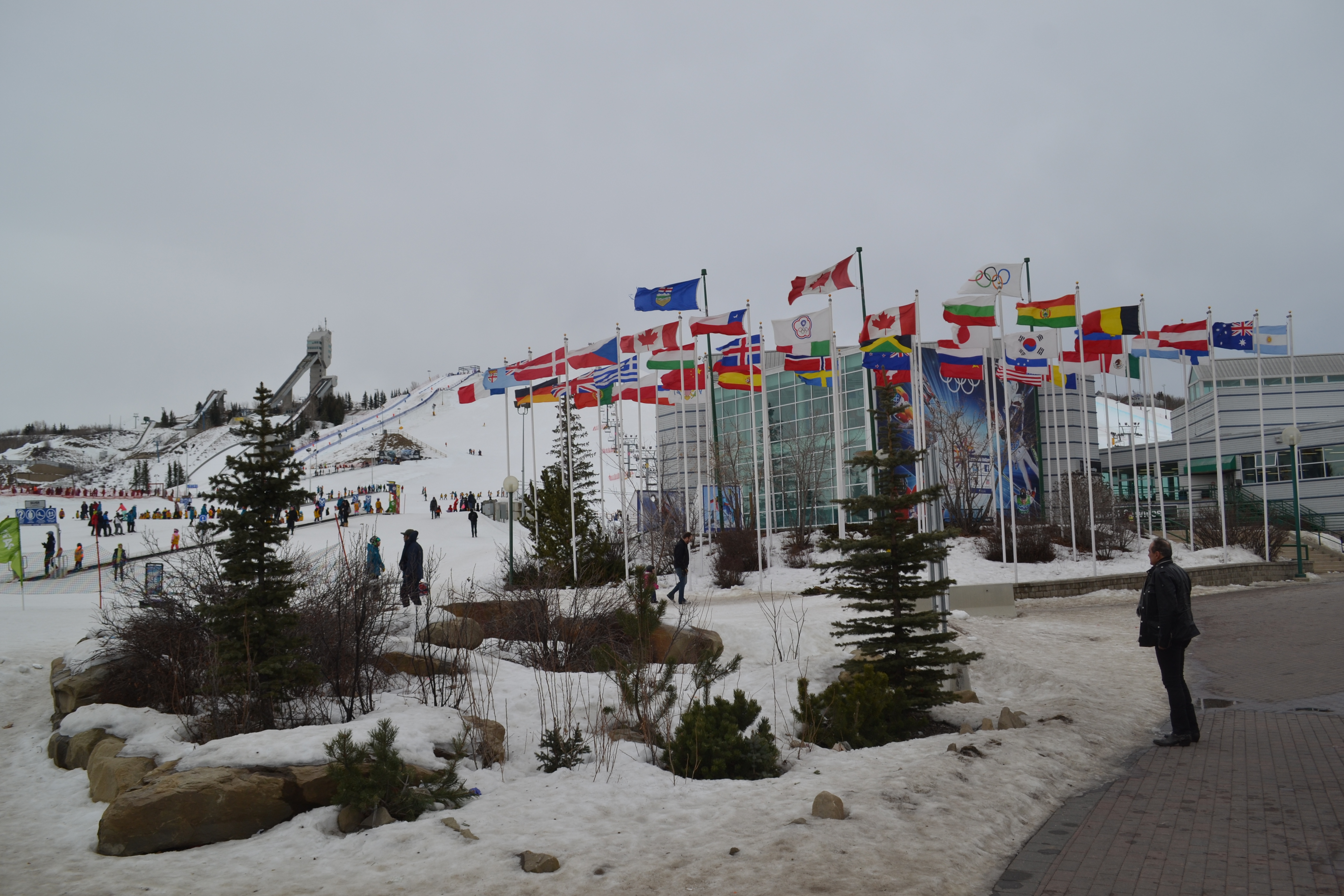
Sito del parco olimpico.

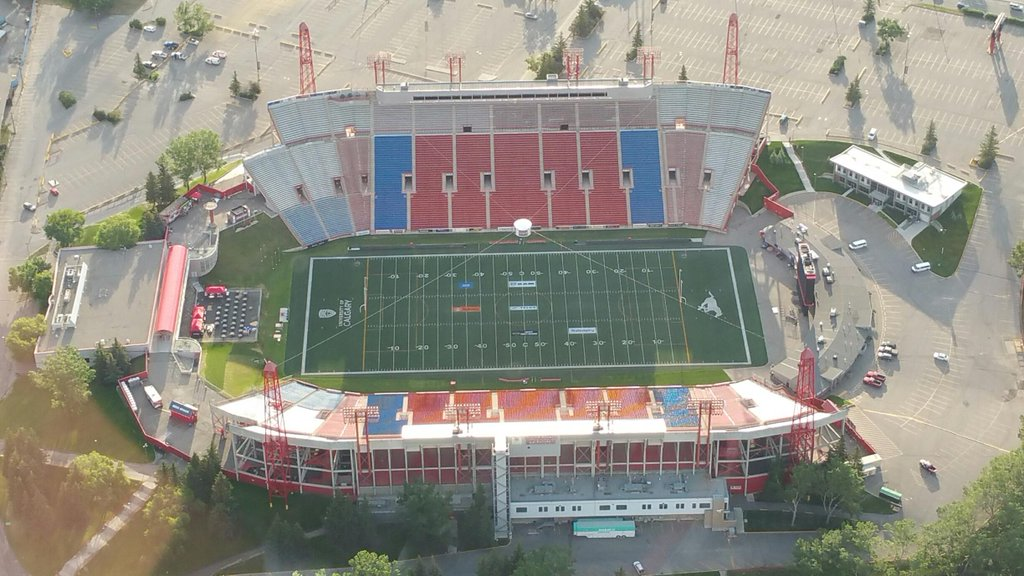
Vista aerea del McMahon Stadium.

Le gare vennero organizzate tra la città di Calgary e il sistema di parchi Kananaskis Country lungo il pendio orientale delle Montagne Rocciose Canadesi. Gli eventi di sci alpino erano inizialmente stati previsti tra le montagne degli Spray Lakes nel Kananaskis Country, ma nel novembre 1982 venne preferito il sito del monte Allan, provocando delle proteste perché il nuovo sito era ritenuto sia caratterizzato da forte vento e poca neve sia fragile da un punto di vista ambientalistico. Nel settembre 1983 venne annunciato che il Canmore Nordic Centre Provincial Park avrebbe ospitato le gare di sci nordico e di biathlon. Il 15 ottobre 1983 venne aperto l'Olympic Saddlemore, primo impianto previsto per i Giochi olimpici ad essere ultimato, ospitando le gare di hockey su ghiaccio dei Calgary Flames. Nel successivo mese di dicembre l'Università di Calgary venne selezionata come sede dell'Olympic Oval per la disputa delle gare di pattinaggio di velocità.
- Canmore Nordic Centre Provincial Park – il sito ha ospitato le gare di sci nordico, biathlon e combinata nordica. Situato a circa 1,8 km a nord-ovest della città di Canmore sulle Montagne Rocciose e a ovest di Calgary, la sua realizzazione venne finanziata dalla provincia dell'Alberta[11]. Il sito venne scelto anche grazie alle sue caratteristiche naturali che lo rendevano adatto a ospitare questo tipo di gare, incluse la topografia e l'abbondanza di neve[11]. La realizzazione dell'impianto, che copriva circa 56 km di piste, avvenne nel corso del 1986 e già nell'inverno successivo ospitò le gare della Coppa del Mondo di sci di fondo[11].
- Parco olimpico del Canada – il sito ha ospitato le gare di bob, freestyle, slittino, salto con gli sci e combinata nordica. Situato nella periferia ovest della città di Calgary, la sua realizzazione venne finanziata dal governo del Canada[12]. Il comitato organizzatore aveva fortemente voluto che queste discipline si disputassero in città e venne, così, scelta la collina di Paskapoo[12]. La costruzione degli impianti iniziò nell'autunno 1984 per concludersi nel corso del 1986[12].
- Nakiska – il sito ha ospitato le gare di sci alpino e freestyle. Situato nel Kananaskis Country, la sua realizzazione venne finanziata sia dalla provincia dell'Alberta sia dall'OCO'88[13]. Per la prima volta nella storia dei Giochi olimpici invernali, le gare di sci alpino si disputarono su un solo pendio[13]. Le piste vennero realizzate sul pendio del monte Allan, scelto per la sua maggiore vicinanza a Calgary rispetto ai siti inizialmente proposti e per la sua prossimità a strade e servizi già esistenti[13]. La sua scelta, però, venne contestata per la scarsità di neve naturale e la sua esposizione all'imprevedibile vento caldo di chinook[13]. Nel gennaio 1985 il sito venne ribattezzato Nakiska, che in lingua nativa cree significa "punto d'incontro"[13].
- Olympic Oval – il sito ha ospitato le gare di pattinaggio di velocità. L'edificio, finanziato dal governo canadese come impianto polifunzionale, vinse premi prestigiosi per la sua architettura e per il progetto[14]. Per la prima volta nella storia dei Giochi olimpici invernali le gare del pattinaggio di velocità si disputarono al chiuso[14]. L'Olympic Oval venne realizzato all'interno del campus dell'università di Calgary tra il 1984 e il 1987[14].
- Olympic Saddledome – il sito ha ospitato le gare di pattinaggio di figura e la finale del torneo di hockey su ghiaccio. La costruzione dell'impianto, che venne finanziata da tutti gli enti coinvolti, iniziò nel luglio 1981 prima ancora dell'assegnazione dei Giochi a Calgary e si concluse nell'ottobre 1983[15]. L'edificio venne costruito allo scopo di consentire a Calgary di avere un impianto in grado di ospitare grandi eventi al chiuso[15]. Il suo design unico, caratterizzato da un tetto a forma di sella, è poi diventato parte integrante dello skyline della città[15].
- Stampede Corral – il sito ha ospitato le gare di pattinaggio di figura e di hockey su ghiaccio. L'impianto, situato nel parco Stampede, era stato costruito nel 1950 e ospitava regolarmente gare di rodeo e di hockey su ghiaccio, quindi vennero effettuate solamente lavorazioni di ammodernamento[16].
- Max Bell Centre – il sito ha ospitato le gare dimostrative di curling e di short track.
- McMahon Stadium – il sito ha ospitato le cerimonie di apertura e di chiusura dei Giochi. Lo stadio, costruito nel 1960, venne ampliato in vista della larga affluenza di pubblico prevista per i Giochi, quasi raddoppiando la sua capienza fino a 60 000 posti a sedere[17].
- Father David Bauer Olympic Arena – il sito ha ospitato le gare di pattinaggio di figura e di hockey su ghiaccio.

### Simboli

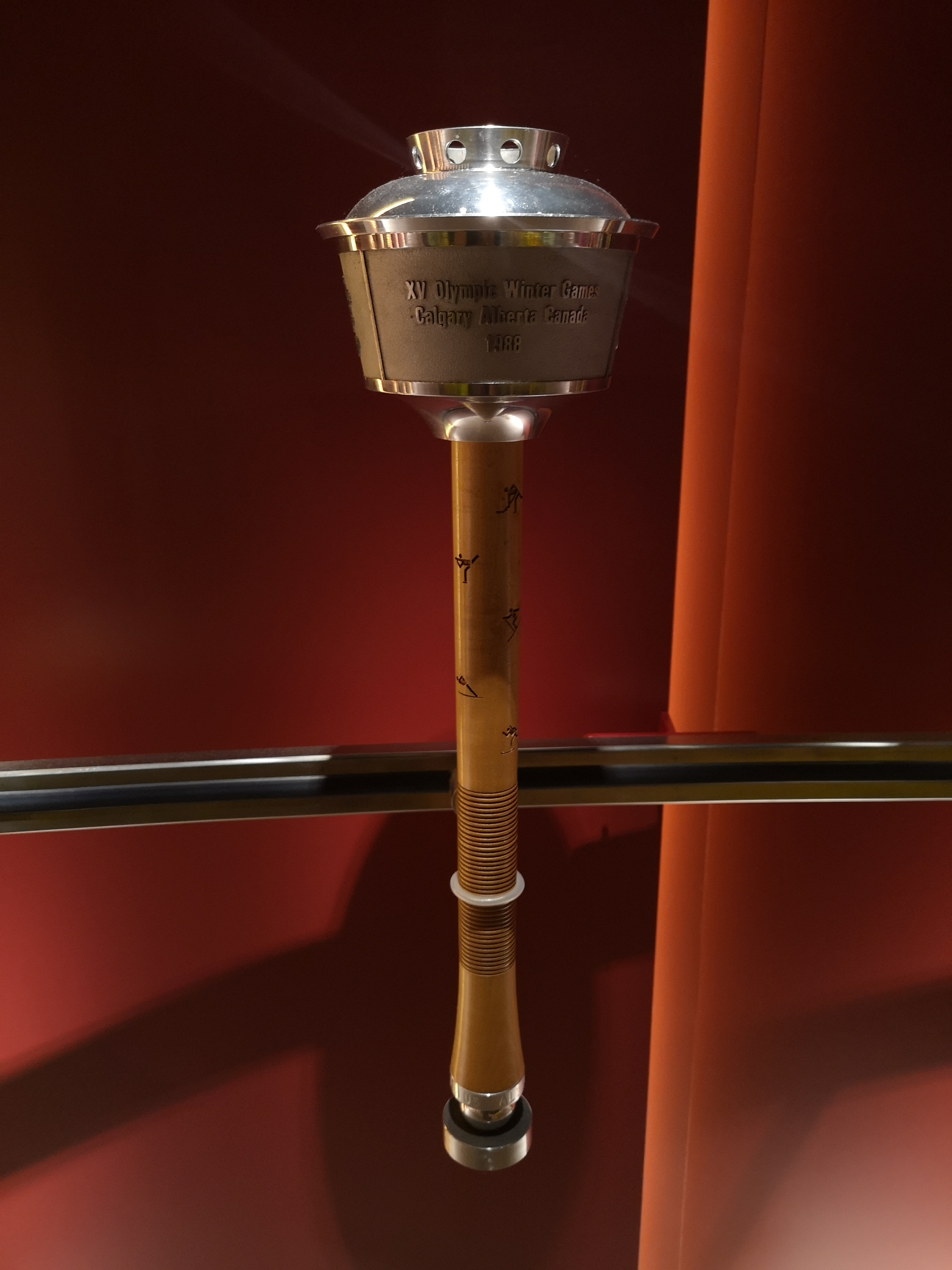
Torcia dei XV Giochi olimpici invernali.

#### Logo
Il comitato organizzatore dei Giochi scelse come simbolo il fiocco di neve stilizzato utilizzato dal CODA nella fase di candidatura. Il logo consiste di cinque coppie di C che si intersecano tra loro: le C piccole simboleggiano Calgary, le C grandi simboleggiano il Canada. La loro intersezione simboleggia lo slogan dei Giochi "riunirsi a Calgary" (in inglese Coming Together in Calgary, in francese Rassemblez-vous à Calgary), la foglia d'acero stilizzata rappresenta il Canada, mentre il fiocco di neve stilizzato rappresenta i Giochi olimpici invernali. Nel logo vennero anche inclusi i cinque cerchi olimpici.

#### Mascotte
Nel novembre 1983 l'OCO'88 presentò le mascotte dei Giochi olimpici, che sarebbero stati due orsi polari. Per la prima volta nella storia dei Giochi olimpici moderni vennero scelti un personaggio femminile e un personaggio maschile. Le mascotte vennero chiamate Hidy e Howdy, nomi scelti dopo un concorso pubblico, e vennero vestiti secondo i costumi dell'epoca western a simboleggiare l'importanza che quell'epoca ebbe nella storia di Calgary.

#### Torcia
La torcia era fatta di un manico di legno d'acero e da una coppa di alluminio, avendo una forma che ricordava la Calgary Tower, e contenente un combustibile che consentisse alla fiamma di resistere alle avverse condizioni meteo di vento e freddo che si sarebbero incontrate lungo il percorso. Il 15 novembre 1987 la torcia venne accesa, come da tradizione, a Olimpia in Grecia e da lì partì alla volta del Canada. Due giorni dopo la torcia arrivò a Saint John's nella provincia di Terranova e Labrador, dove iniziò il suo viaggio in terra canadese lungo 88 giorni. Vennero selezionati circa 7 000 tedofori che portarono la torcia olimpica dal peso di 1,7 kg per 1 km ciascuno. I primi due tedofori furono Barbara Ann Scott e Ferd Hayward a simboleggiare gli olimpionici canadesi del passato, mentre gli ultimi due tedofori che portarono la torcia alle porte del McMahon Stadium, dopo un viaggio per tutta la nazione di circa 18000 km, furono Ken Read e Cathy Priestner, che rappresentavano gli olimpionici canadesi del presente. L'ultima tedofora fu la dodicenne Robyn Perry, una giovanissima pattinatrice che simboleggiava il sogno di rappresentare il Canada ai Giochi olimpici.

## I Giochi

### Paesi partecipanti

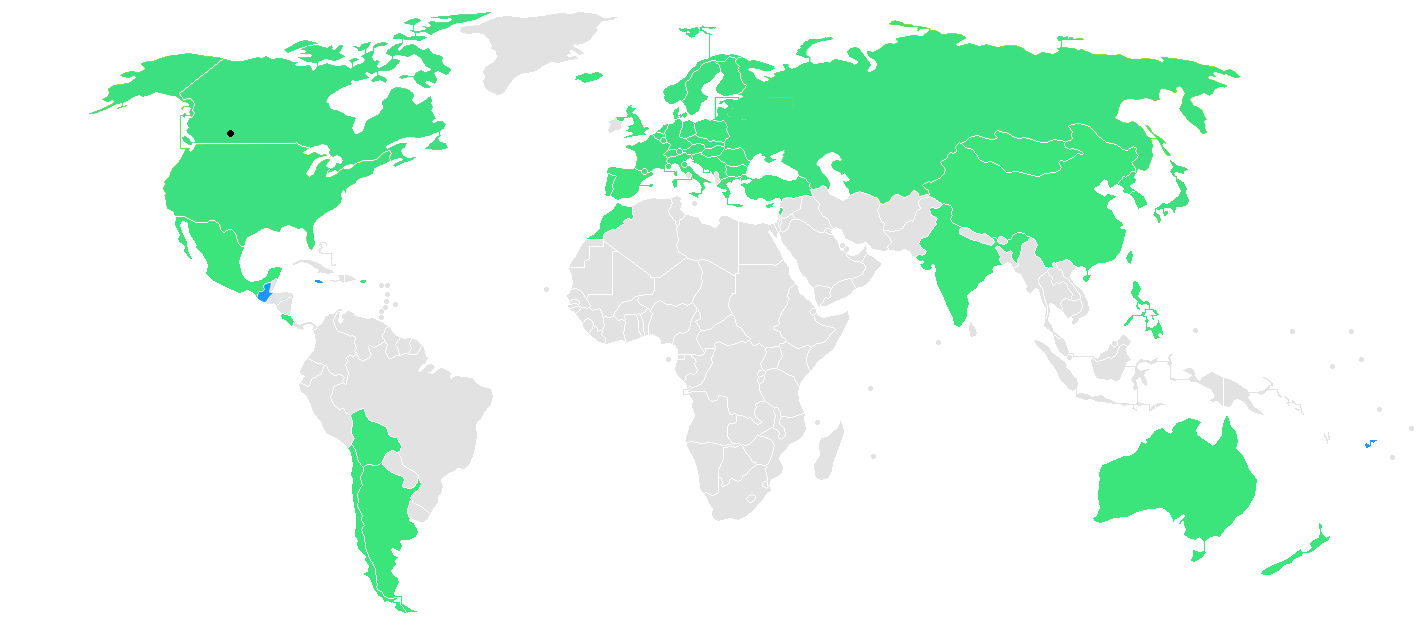
Comitati olimpici partecipanti.

La partecipazione ai Giochi fu molto elevata e il numero di atleti presenti fu il più alto mai raggiunto nelle precedenti edizioni di Giochi olimpici invernali: 1 423 atleti, dei quali 301 donne e 1 122 uomini, in rappresentanza di 57 Paesi. Parteciparono per la prima volta i comitati olimpici di sei Paesi: Antille Olandesi, Figi, Giamaica, Guam, Guatemala e Isole Vergini Americane.
Tra parentesi, il numero di atleti partecipanti.
- Andorra (4)
- Antille Olandesi (2)
- Argentina (15)
- Australia (19)
- Austria (81)
- Belgio (1)
- Bolivia (6)
- Bulgaria (26)
- Canada (112)
- Cecoslovacchia (59)
- Cile (5)
- Cina (13)
- Cipro (3)
- Corea del Nord (6)
- Corea del Sud (22)
- Costa Rica (2)
- Danimarca (1)
- Figi (1)
- Filippine (1)
- Finlandia (53)
- Francia (68)
- Germania Est (53)
- Germania Ovest (90)
- Giamaica (4)
- Giappone (48)
- Gran Bretagna (48)
- Grecia (6)
- Guam (1)
- Guatemala (6)
- India (3)
- Islanda (3)
- Isole Vergini Americane (6)
- Italia (58)
- Jugoslavia (22)
- Libano (4)
- Liechtenstein (13)
- Lussemburgo (1)
- Marocco (3)
- Messico (11)
- Monaco (3)
- Mongolia (3)
- Norvegia (63)
- Nuova Zelanda (9)
- Paesi Bassi (11)
- Polonia (32)
- Porto Rico (9)
- Portogallo (5)
- Romania (11)
- San Marino (5)
- Spagna (12)
- Stati Uniti (117)
- Svezia (67)
- Svizzera (70)
- Taipei cinese (13)
- Turchia (8)
- Ungheria (5)
- Unione Sovietica (101)

### Discipline
Il programma olimpico prevedeva competizioni in 10 discipline che assegnavano medaglie. Inoltre, erano stati inseriti nel programma anche uno sport dimostrativo, il curling, due eventi dimostrativi, il freestyle e lo short track, un evento di esibizione, lo sci per disabili.
L'imprevedibile vento caldo di chinook si manifestò nel corso dei Giochi olimpici sulla città di Calgary, determinando la riprogrammazione di 30 eventi. Le gare di sci alpino e sci nordico, invece, seguirono il programma, godendo di neve abbondante.
| Disciplina              | Maschile | Femminile | Mista | Totali |
| ----------------------- | -------- | --------- | ----- | ------ |
| Biathlon                | 3        |           |       | 3      |
| Bob                     | 2        |           |       | 2      |
| Combinata nordica       | 2        |           |       | 2      |
| Hockey su ghiaccio      | 1        |           |       | 2      |
| Pattinaggio di figura   | 1        | 1         | 2     | 4      |
| Pattinaggio di velocità | 5        | 5         |       | 10     |
| Salto con gli sci       | 3        |           |       | 3      |
| Sci alpino              | 5        | 5         |       | 10     |
| Sci di fondo            | 4        | 4         |       | 8      |
| Slittino                | 2        | 1         |       | 3      |
| Totale (10 discipline)  | 28       | 16        | 2     | 44     |

### Calendario degli eventi
Nell'ottobre 1983, in previsione della conclusione dei negoziati per la cessione dei diritti televisivi dei Giochi, il comitato organizzatore annunciò l'estensione della durata dei Giochi da 12 a 16 giorni.
| ● | Cerimonia d'apertura | ● | Competizioni |  | Finali | ● | Cerimonia di chiusura |

| Febbraio                | Sab | Dom | Lun | Mar | Mer | Gio | Ven | Sab | Dom | Lun | Mar | Mer | Gio | Ven | Sab | Dom | Totale |
| Febbraio                | 13  | 14  | 15  | 16  | 17  | 18  | 19  | 20  | 21  | 22  | 23  | 24  | 25  | 26  | 27  | 28  | Totale |
| ----------------------- | --- | --- | --- | --- | --- | --- | --- | --- | --- | --- | --- | --- | --- | --- | --- | --- | ------ |
| Cerimonia d'apertura    | ●   |     |     |     |     |     |     |     |     |     |     |     |     |     |     |     |        |
| Biathlon                |     |     |     |     |     |     |     | 1   |     |     | 1   |     |     | 1   |     |     | 3      |
| Bob                     |     |     |     |     |     |     |     | ●   | 1   |     |     |     |     |     | ●   | 1   | 2      |
| Combinata nordica       |     |     |     |     |     |     |     |     |     |     | ●   | 1   |     |     | ●   | 1   | 2      |
| Hockey su ghiaccio      | ●   | ●   | ●   | ●   | ●   | ●   | ●   | ●   | ●   | ●   | ●   | ●   | ●   | ●   | ●   | 1   | 1      |
| Pattinaggio di figura   |     | ●   |     | 1   | ●   | ●   |     | 1   | ●   | ●   | 1   | ●   | ●   |     | 1   |     | 4      |
| Pattinaggio di velocità |     | 1   |     |     | 1   | 1   |     | 1   | 1   | 1   | 1   |     |     | 1   | 1   | 1   | 10     |
| Salto con gli sci       |     | 1   |     |     | 1   |     |     | 1   |     |     |     |     |     |     |     |     | 3      |
| Sci alpino              |     | 1   | ●   | 1   |     | 1   | ●   | 1   | 1   | 1   |     | 1   | 1   | 1   | 1   |     | 10     |
| Sci di fondo            |     | 1   | 1   |     | 1   |     | 1   |     | 1   | 1   |     |     | 1   |     | 1   |     | 8      |
| Slittino                |     | ●   | 1   | ●   | 1   |     | 1   |     |     |     |     |     |     |     |     |     | 3      |
| Cerimonia di chiusura   |     |     |     |     |     |     |     |     |     |     |     |     |     |     |     | ●   |        |
| Finali                  |     | 4   | 2   | 2   | 4   | 2   | 2   | 5   | 4   | 3   | 3   | 2   | 2   | 3   | 4   | 4   | 46     |

### Cerimonia d'apertura
La cerimonia di apertura dei XV Giochi olimpici invernali si è svolta il 13 febbraio 1988 presso il McMahon Stadium. La cerimonia prese il via alle 13:30 davanti ai 60 000 spettatori sugli spalti dello stadio e ai circa 2 miliardi di spettatori collegati tramite la televisione, coinvolgendo circa 2 600 tra atleti e ufficiali di gara. Circa 8 000 volontari hanno preso parte all'esibizioni in programma. La cerimonia, a tema western, è iniziata con lo slogan dei Giochi, Coming Together in Calgary, cantato da circa 1 100 volontari, seguito poi dal saluto della provincia dell'Alberta che, con l'esibizione di 40 gruppi culturali e 5 tribù di nativi, ha mostrato al mondo l'ampia diversità culturale che la caratterizza. Le bandiere dei 57 Paesi partecipanti sono state poi issate da 120 cadetti dell'esercito canadese. Subito dopo, la governatrice generale del Canada Jeanne Sauvé fece il suo ingresso nello stadio in una carrozza trainata da cavalli e accompagnata dalla regia polizia a cavallo canadese. In seguito, iniziò la parata degli atleti, aperta come da tradizione dalla delegazione della Grecia e chiusa dalla delegazione del Canada. Dopo i messaggi di benvenuto da parte di Frank King, presidente del comitato organizzatore, e di Juan Antonio Samaranch, presidente del CIO, la governatrice Jeanne Sauvé dichiarò ufficialmente aperti i XV Giochi olimpici invernali. La torcia olimpica fece il suo ingresso allo stadio portata dagli atleti canadesi Ken Read e Cathy Priestner, che la passarono alla dodicenne Robyn Perry, che simboleggiava i sogni degli atleti del futuro e che accese il calderone olimpico, mentre gli Snowbirds dell'aviazione canadese sorvolavano lo stadio. Il giuramento degli atleti fu tenuto da Pierre Harvey, ex fondista canadese, mentre il giuramento degli ufficiali di gara fu tenuto da Suzanne Morrow, ex pattinatrice su ghiaccio canadese.

### Avvenimenti principali

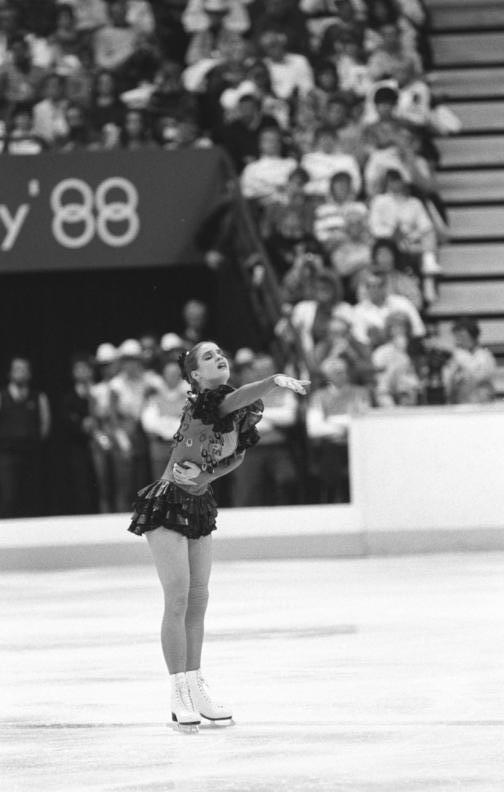
Katarina Witt, vincitrice della medaglia d'oro nel pattinaggio di figura.

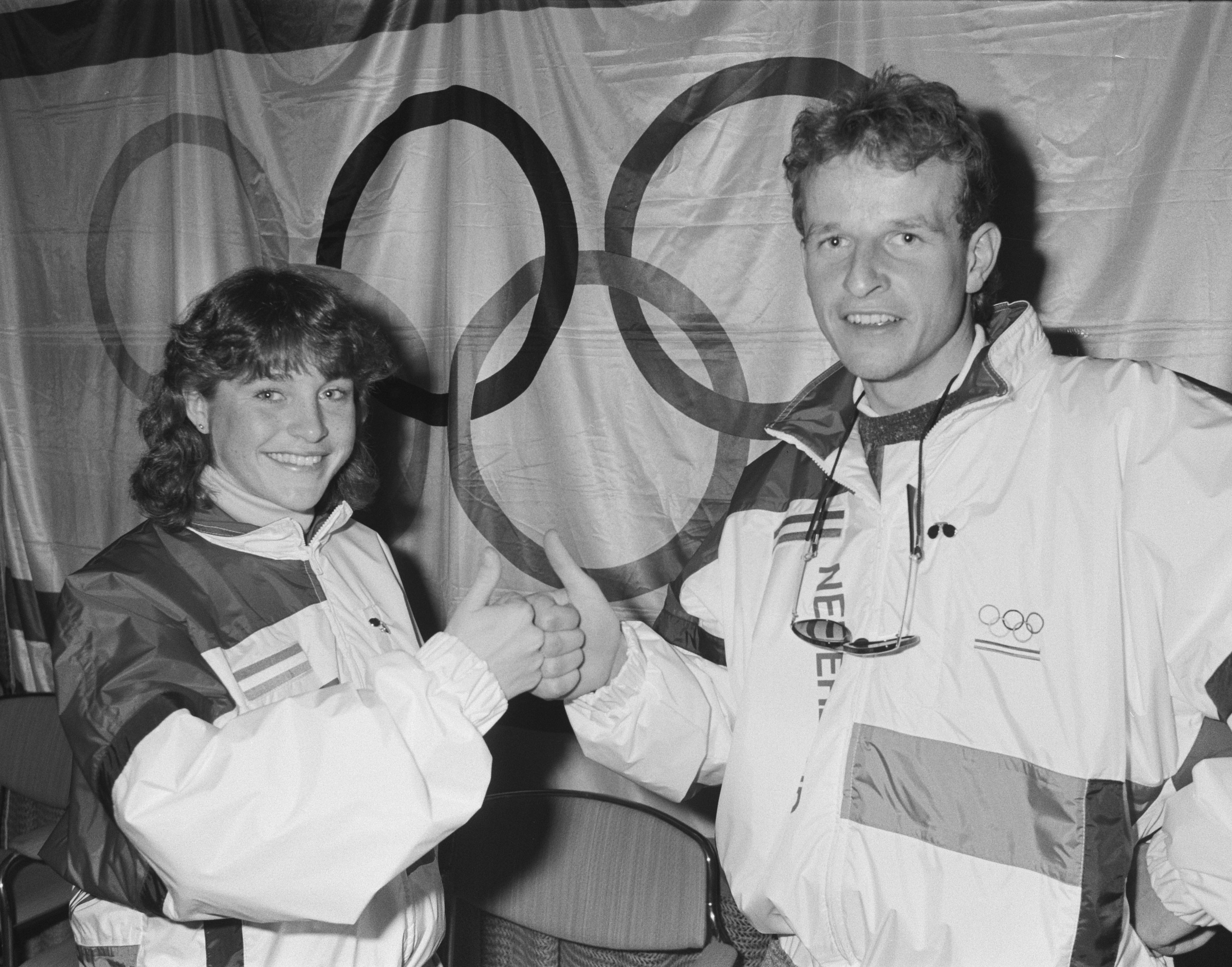
Yvonne van Gennip (a sinistra), vincitrice di tre medaglie d'oro nel pattinaggio di velocità, assieme al pattinatore connazionale Leo Visser, vincitore di un argento e di un bronzo.

Tra i protagonisti dei Giochi vi furono il saltatore con gli sci finlandese Matti Nykänen e la pattinatrice dei Paesi Bassi Yvonne van Gennip, entrambi vincitori di tre medaglie d'oro nelle rispettive competizioni. Nykänen migliorò la propria prestazione olimpica dopo l'oro e l'argento vinti a Sarajevo nel 1984, vincendo con ampio margine tutti e tre gli eventi del salto con gli sci a Calgary. La pattinatrice van Gennip vinse i tre eventi sulle lunghe distanze del pattinaggio di velocità, nonostante tutti i pronostici vedessero come favorite le pattinatrici della Germania Est, e stabilendo il record mondiale sia sui 3000 m sia sui 5000 m davanti alla tedesca dell'est Andrea Ehrig.
Nelle gare di sci alpino emerse il talento dell'italiano Alberto Tomba, che, dopo aver vinto le sue prime gare in Coppa del Mondo, si confermò sulle piste di Canmore, vincendo la medaglia d'oro sia nello slalom speciale sia nello slalom gigante. Nello slalom gigante Tomba distanziò di poco più di un secondo nelle due manche l'austriaco Hubert Strolz, divenendo il secondo sciatore italiano medagliato dopo Gustav Thöni, mentre due giorni dopo, distanziò di soli 6 centesimi di secondo il tedesco dell'ovest Frank Wörndl nello slalom speciale.
Nel pattinaggio di figura brillò il talento della tedesca dell'est Katarina Witt, che arrivò a Calgary da grande favorita dopo l'oro vinto quattro anni prima ai Giochi di Sarajevo. Durante i tre programmi che costituivano l'evento femminile di pattinaggio di figura, la sfida fu tra Witt e la statunitense Debi Thomas, unica ad aver battuto la tedesca nei quattro anni precedenti. La sfida culminò nel programma libero finale in cui entrambe scelsero di pattinare sulle note della Carmen di Bizet: Thomas soffrì una caduta e un paio di salti non ben fatti, mentre Witt si espresse su alti livelli, conquistando il primo posto e la medaglia d'oro.
Il torneo di hockey su ghiaccio fu vinto dall'Unione Sovietica, nonostante la sconfitta nell'ultima partita del girone finale contro la Finlandia, vincitrice della medaglia d'argento davanti alla Svezia. Protagonisti nello sci di fondo furono la sovietica Tamara Tichonova, vincitrice di due medaglie d'oro e una d'argento, e lo svedese Gunde Svan, già vincitore di quattro medaglie a Sarajevo e vincitore di due medaglie d'oro a Calgary. Nel biathlon il tedesco dell'est Frank-Peter Roetsch confermò la sua supremazia, vincendo la medaglia d'oro in tutti e due gli eventi individuali e la medaglia d'argento nella staffetta.
I Giochi furono ricordati anche per la drammaticità nelle prestazioni dello statunitense Dan Jansen: arrivato da favorito per le gare dei 500 m e dei 1000 m nel pattinaggio di velocità, corse la prima gara poco dopo aver saputo della morte della sorella Jane per leucemia, ma cadde alla prima curva, così come una caduta interruppe anche la seconda gara. Per la sua decisione di continuare a competere nonostante la tragica notizia venne poi insignito dell'US Olympic Spirit Award.
Fece il suo esordio ai Giochi olimpici invernali la Giamaica, che partecipò alle gare di bob. Il quartetto caraibico giunse a Calgary privo di esperienza, ma guadagnò rapidamente popolarità e ammirazione, anche grazie ai buoni risultati ottenuti. Il modo in cui il quartetto si era formato e la partecipazione ai Giochi olimpici ispirò pochi anni dopo anche un film, Cool Runnings - Quattro sottozero. Come i bobbisti giamaicani, anche il saltatore con gli sci britannico Eddie Edwards conquistò popolarità e ammirazione ai Giochi. Riuscì a partecipare ai Giochi olimpici dopo essere entrato nel ranking con una gara in Coppa del Mondo, avendo imparato a saltare con gli sci solo due anni prima. Partecipò a entrambi gli eventi individuali, finendo ultimo in entrambe le occasioni, ma guadagnando la simpatia del pubblico per la sua caparbietà, e la sua storia ispirò anche un film, Eddie the Eagle - Il coraggio della follia.

### Cerimonia di chiusura
La cerimonia di chiusura si è svolta il 28 febbraio 1988 sempre al McMahon Stadium, gremito in ogni ordine di posto come alla cerimonia di apertura. Tutti i 10 000 volontari che presero parte all'organizzazione e gestione dei Giochi presero parte alla cerimonia. Gli atleti entrarono tutti insieme nello stadio e seguì uno spettacolo di pattinaggio artistico. La bandiera olimpica venne, infine, ammainata e il sindaco di Calgary Ralph Klein la passò di mano al presidente del CIO, il quale a sua volta la passò a Henri Dujol, sindaco di Albertville, sede dei XVI Giochi olimpici invernali.

## Medagliere

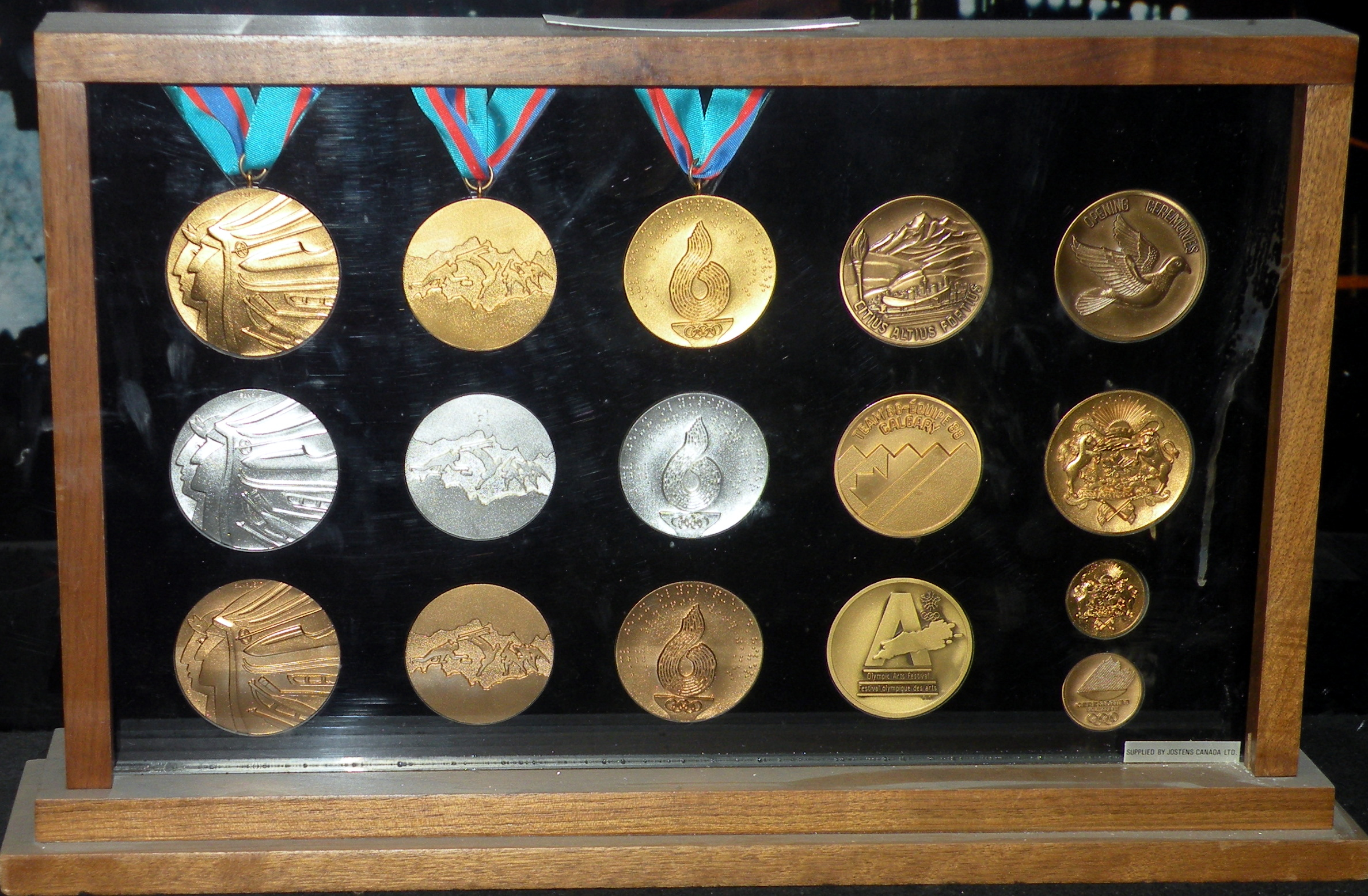
Set di medaglie dei Giochi di Calgary 1988 in esposizione all'Olympic Saddledome.

La cerimonia di premiazione degli atleti classificatisi ai primi tre posti negli eventi da medaglia aveva luogo all'Olympic Plaza di Calgary o nell'impianto sede della competizione nel caso in cui il tempo non consentiva la cerimonia all'aperto. Per i Giochi vennero realizzati tre set di medaglie, ciascuno per gli sport ufficiali, per gli sport dimostrativi e per l'evento di esibizione. Per la definizione del tema caratterizzante le medaglie venne creata una squadra di quattro volontari nel maggio 1985 e le medaglie vennero rivelate nell'ottobre 1987. Le medaglie usate per gli sport ufficiali, disegnate da Friedrich Peter, in secondo piano riportavano il profilo di un atleta con una corona di foglie d'ulivo, mentre in primo piano riportavano il profilo di un nativo con un copricapo composto da bastoncini da sci, bob, sci, lame per pattini, un bastone, uno slittino e un fucile.
  Nazione ospitante 
| Pos.   | Paese            | Oro | Argento | Bronzo | Totale |
| ------ | ---------------- | --- | ------- | ------ | ------ |
| 1      | Unione Sovietica | 11  | 9       | 9      | 29     |
| 2      | Germania Est     | 9   | 10      | 6      | 25     |
| 3      | Svizzera         | 5   | 5       | 5      | 15     |
| 4      | Finlandia        | 4   | 1       | 2      | 7      |
| 5      | Svezia           | 4   | 0       | 2      | 6      |
| 6      | Austria          | 3   | 5       | 2      | 10     |
| 7      | Paesi Bassi      | 3   | 2       | 2      | 7      |
| 8      | Germania Ovest   | 2   | 4       | 2      | 8      |
| 9      | Stati Uniti      | 2   | 1       | 3      | 6      |
| 10     | Italia           | 2   | 1       | 2      | 5      |
| 11     | Francia          | 1   | 0       | 1      | 2      |
| 12     | Norvegia         | 0   | 3       | 2      | 5      |
| 13     | Canada           | 0   | 2       | 3      | 5      |
| 14     | Jugoslavia       | 0   | 2       | 1      | 3      |
| 15     | Cecoslovacchia   | 0   | 1       | 2      | 3      |
| 16     | Giappone         | 0   | 0       | 1      | 1      |
| 16     | Liechtenstein    | 0   | 0       | 1      | 1      |
| Totale | Totale           | 46  | 46      | 46     | 138    |

## L'eredità dei Giochi
Diversamente da quanto fatto in altre città organizzatrici di Giochi olimpici, gli impianti di gara di Calgary 1988 erano stati realizzati con l'obiettivo di essere usati nel tempo. Il parco olimpico, il Saddledome, il Canmore Nordic Centre, l'Olympic Oval e gli impianti sciistici Nakiska sono stati usati sia per competizioni professionistiche sia per eventi pubblici. Dopo i Giochi, la gestione degli impianti rimase al CODA (rinominato WinSport nel 2009), che, grazie a varie sovvenzioni ricevute negli anni, si è occupato della gestione degli impianti. Gli stessi impianti di Calgary vennero rinnovati in vista dei Giochi di Vancouver 2010, grazie al supporto finanziario della provincia dell'Alberta, per sostenere gli atleti canadesi nella loro preparazione ai successivi Giochi olimpici casalinghi.
Un rapporto commissionato dal comitato organizzatore dei Giochi di Vancouver 2010 mise in luce l'importanza avuta dai Giochi di Calgary sugli sport invernali in Canada. Il numero di medaglie vinte dal Canada dal 1988 al 2010 è sempre stato in crescita, passando da sole 5 medaglie a 26, delle quali 14 d'oro. Un quarto della delegazione canadese ai Giochi di Torino 2006 e tre quarti dei medagliati canadesi a Torino 2006 erano originari di Calgary o della provincia dell'Alberta. Inoltre, venti membri della delegazione canadese a Torino venivano dalla National Sport School di Calgary, gestita direttamente dal CODA, così come quasi tutti i pattinatori della squadra canadese avevano l'Olympic Oval come propria sede. E 14 membri della squadra canadese di sci di fondo sempre ai Giochi di Torino 2006 provenivano da Canmore, cittadina di circa 15 000 abitanti che aveva ospitato le gare di sci nordico ai Giochi del 1988.
Grazie ai Giochi Calgary ottenne ampi benefici sotto vari punti di vista, ospitando circa 200 competizioni sportive nazionali e internazionali nei successivi vent'anni, e divenendo una città turistica grazie alle migliorie apportate in vista dei Giochi. Anche Canmore ebbe ampi benefici, guadagnando visibilità a livello mondiale e trasformandosi in una località turistica, passando dai 3 200 abitanti del 1987 a circa 15 000 del 2006.